# Protogonodon
Protogonodon is een geslacht van uitgestorven hoefdierachtige zoogdieren behorend tot de Arctocyonidae die in het Paleoceen in Noord-Amerika leefden.

## Fossiele vondsten
Fossielen van Protogonodon zijn gevonden in de Amerikaanse staat New Mexico en de vondsten dateren uit de North American Land Mammal Age Puercan, het eerste deel van het Paleoceen in Noord-Amerika.

## Kenmerken
Protogonodon werd voorheen beschouwd als synoniem van Loxolophus maar onderscheidt zich van dit geslacht door zijn grotere formaat en de bouw van het gebit. Protogonodon was zo groot als een veelvraat. De bouw van het skelet laat aanpassingen aan een gravende leefwijze zien. 